# Equitazione ai Giochi della XXV Olimpiade
I concorsi di equitazione ai Giochi della XXV Olimpiade si svolsero tra il Real Club de Polo di Barcellona, per il salto ostacoli, e il Club ippico El Montanyà di Osona per le gare di dressage e di endurance del concorso completo.

## Podi
| Evento                 | Oro | Perf.  | Argento | Perf.  | Bronzo | Perf.  |
| Salto ostacoli         | |        | |        | |        |
| Individuale (dettagli) | Ludger Beerbaum (Classic Touch)                                                                                    | 0      | Piet Raijmakers (Ratina Z)                                                                                               | 0.25   | Norman Dello Joio (Irish) | 4.75   |
| A squadre (dettagli)   | Paesi Bassi Piet Raijmakers (Ratina Z) Bert Romp (Waldo E) Jan Tops (Top Gun) Jos Lansink (Egano)                  | 12.00  | Austria Boris Boor (Love Me Tender) Jörg Münzner (Graf Grande) Hugo Simon (Apricot D) Thomas Frühmann (Genius)           | 16.75  | Francia Hervé Godignon (Quidam de Revel) Hubert Bourdy (Razzina du Poncel) Michel Robert (Nonix) Eric Navet (Quito de Baussy) | 24.75  |
| Dressage               | |        | |        | |        |
| Individuale (dettagli) | Nicole Uphoff (Rembrandt)                                                                                          | 1626   | Isabell Werth (Gigolo)                                                                                                   | 1551   | Klaus Balkenhol (Goldstern)                                                                                                   | 1515   |
| A squadre (dettagli)   | Germania Klaus Balkenhol (Goldstern) Nicole Uphoff (Rembrandt) Monica Theodorescu (Grunox) Isabell Werth (Gigolo)  | 5224   | Paesi Bassi Tineke Bartels (Courage) Anky van Grunsven (Bonfire) Ellen Bontje (Larius) Annemarie Sanders (Montreux)      | 4742   | Stati Uniti Robert Dover (Lectron) Carol Lavell (Gifted) Charlotte Bredahl (Monsieur) Michael Poulinl (Graf George)           | 4634   |
| Concorso completo      | |        | |        | |        |
| Individuale (dettagli) | Matthew Ryan (Kibah Tic Toc)                                                                                       | 70.00  | Herbert Blocker (Feine Dame)                                                                                             | 81.30  | Blyth Tait (Messiah) | 87.60  |
| A squadre (dettagli)   | Australia David Green (Duncan II) Gillian Rolton (Peppermint Grove) Andrew Hoy (Kiwi) Matthew Ryan (Kibah Tic Toc) | 288.60 | Nuova Zelanda Blyth Tait (Messiah) Andrew Nicholson (Spinning Rhombus) Mark Todd (Welton Greylag) Victoria Latta (Chief) | 290.80 | Germania Herbert Blöcker (Feine Dame) Ralf Ehrenbrink (Kildare II) Matthias Baumann (Alabaster) Cord Mysegages (Ricardo)      | 300.30 |

## Medagliere
| Posizione | Paese         | Oro | Argento | Bronzo | Totale |
| --------- | ------------- | --- | ------- | ------ | ------ |
| 1         | Germania      | 3   | 2       | 2      | 7      |
| 2         | Australia     | 2   | 0       | 0      | 3      |
| 3         | Paesi Bassi   | 1   | 2       | 0      | 3      |
| 4         | Nuova Zelanda | 0   | 1       | 1      | 2      |
| 5         | Austria       | 0   | 1       | 0      | 1      |
| 6         | Stati Uniti   | 0   | 0       | 2      | 2      |
| 7         | Francia       | 0   | 0       | 1      | 1      |
| Totale    | Totale        | 6   | 6       | 6      | 18     |